# Zhou Tai
Zhou Tai (163-222) nome de cortesia  'Youping' , era um general militar que servia sob Sun Quan no fim do período da dinastia Han Oriental e início Três Reinos. Anteriormente ele serviu sob o Sun Ce, irmão mais velho de Sun Quan e seu predecessor.}}

## Serviço sob Sun Ce
Zhou Tai era do condado de Xiacai (下蔡縣), Jiujiang (九江郡), que está no atual Condado de Fengtai, Anhui. Por volta do início dos anos 190, ele e Jiang Qin vieram para servir Sun Ce, que estava em uma série de conquistas na região de Jiangdong. Zhou Tai foi fiel e educado. Ele também fez contribuições lutando em várias batalhas sob a bandeira de Sun Ce. Quando Sun Ce ocupou Kuaiji Commandery (atual Shaoxing, Zhejiang) depois que o  commandery Administrador, Wang Lang, se rendeu para ele, ele nomeou Zhou Tai como Major do Comando Separado (別部司馬) e colocá-lo no comando de algumas tropas.